# Тетрагидроксоникелат(II) натрия
Тетрагидроксоникелат(II) натрия — неорганическое соединение,
комплексный гидроксид натрия и никеля
с формулой Na2[Ni(OH)4],
кристаллы.

## Получение
- Спекание гидроксида никеля(II) и гидроксида натрия в инертной атмосфере:

{\displaystyle {\mathsf {2NaOH+Ni(OH)_{2}\ {\xrightarrow {65-140^{o}C}}\ Na_{2}[Ni(OH)_{4}]}}}

## Физические свойства
Тетрагидроксоникелат(II) натрия образует кристаллы нескольких модификаций.